# Fongafale
Fongafale ist die größte und mit 6006 Einwohnern (Volkszählung 2012) bevölkerungsreichste Insel des Atolls Funafuti sowie des Staates Tuvalu.
Mit dem Flughafen Funafuti liegt der einzige internationale Flughafen des Landes auf Fongafale, ebenso mit dem Princess-Margaret-Krankenhaus das einzige Krankenhaus des Landes. Es gibt sieben kleine Seen, von denen der Pond der größte ist. Fongafale weist vier zentral gelegene Dörfer auf (Alapi, Fakai Fou, Senala und Vaiaku), die nicht klar voneinander abzugrenzen sind. Diese bilden zusammen das sogenannte Funafuti Centre. Zwei weitere Dörfer liegen im Norden, und eines im Süden.
| Dorf         | Lage    | Einwohner (2012) | Koordinaten                  |
| ------------ | ------- | ---------------- | ---------------------------- |
| Alapi        | Zentrum | 1059             | 8° 31′ 15″ S, 179° 11′ 48″ O |
| Fakaifou     | Zentrum | 1191             | 8° 31′ 3″ S, 179° 12′ 3″ O   |
| Lofeagai     | Norden  | 629              | 8° 28′ 52″ S, 179° 11′ 32″ O |
| Senala       | Zentrum | 1222             | 8° 31′ 3″ S, 179° 11′ 54″ O  |
| Tekavatoetoe | Süden   | 651              | 8° 32′ 6″ S, 179° 11′ 8″ O   |
| Teone        | Norden  | 572              | 8° 29′ 57″ S, 179° 11′ 42″ O |
| Vaiaku       | Zentrum | 682              | 8° 31′ 28″ S, 179° 11′ 39″ O |

Vaiaku ist das wichtigste Dorf, in dem sich auch alle Regierungsgebäude befinden.

## Tourismus
Auf Fongafale befindet sich mit dem Vaiaku Lagi Hotel in Vaiaku das einzige Hotel Tuvalus. Es verfügt über 16 Zimmer. Zudem gibt es mehrere Gästehäuser auf Fongafale, darunter die Militano Lodge, Filamona Moonlight Lodge und Wasmasiri Lodge.